# 甘山 (演員)
甘山（1945年—），原名趙明江，曾用藝名金山，生於香港，香港資深影視演員，1981年改名甘山。早期在嘉禾影業工作，之後加入佳藝電視，佳藝電視倒閉后，並過渡到其轉名易手後的轉投麗的電視（亞洲電視前身）。
早期甘山飾演反派居多，因有一定武功底子，在古裝武俠劇中較活躍，能勝任中年及老年角色。
值得一提的是，甘山與《精武門》為題材的作品頗有緣份，無論電影或電視劇版的《精武門系列》及電視劇《大俠霍元甲》均有其參與演出。
後來進入1990年代，隨着年齡的增長，甘山的角色以長輩型為主。成為該時期活躍于劇集中的常見的甘草演員。因隨着年齡問題，2000年代退休，甘山已較少出演劇集，現居住荃灣福來邨。

## 參演作品

### 電影
- 太極門（1968年）
- 大劍士（1970年）
- 大賊王（1970年）
- 唐山大兄（1971年）飾 阿Ｂ
- 追擊（1971年）飾 魏平
- 精武門（1972年）飾 精武門弟子
- 猛龍大殺手（1973年）
- 茶山情歌（1973年）
- 冷面虎（1973年）飾 索納太郎
- 跆拳震九州（1973年）飾 韓國叛徒
- 馬路小英雄（1973年）飾 小金／金叔叔
- 海員七號（1973年）飾 趙世華
- 李小龍的生與死（英语：Bruce Lee, the Man and the Legend）（1973年）飾 金山（自己）
- 龍騰虎躍（1974年）飾 MI5 Agent Sing
- 鬼馬雙星（1974年）飾 流浪漢
- 香港式離婚（1976年）
- 出籠（1977年）
- 出閘虎（1979年）飾 馬大師
- 媽祖顯聖（1980年）
- 撞到正（1980年）飾 幽靈士兵
- 七指手（1981年）
- 難兄難弟（1982年）飾 羅秘書
- 生死決（1983年）龍套演員
- 少爺威威（1983年）飾 殺手
- 烏龍大家庭（1986年）
- 小生夢驚魂（1987年）
- 旺角卡門（1988年）飾 阿西岳父
- 五郎八卦棍（1988年）飾 蕭天佐
- 火舞儷人（1989年）
- 笑傲江湖（1990年）飾 林鎮南
- 奇案實錄白色通道（1992年）
- 一九四九之劫後英雄傳（1993年）飾 大陸官員

### 電視劇（佳藝電視）
- 1976年 射雕英雄傳 飾 朱聰

### 電視劇（麗的電視/亞洲電視）
- 1977年 大丈夫之失槍 飾 華哥
- 1977年 三少爺的劍 飾 茅大先生
- 1978年 鱷魚淚 飾 羅超
- 1978年 巨星 飾 毛樹輝
- 1978年 郎心如鐵 飾 探長
- 1978年 變色龍 飾 爛仔關
- 1978年 浣花洗劍錄 飾 鐵金刀
- 1979年 天蠶變 飾 白魔
- 1979年 沈勝衣之十三殺手 飾 常三風／地獄刺客 飾 司馬長樂
- 1979年 天龍訣 飾 天河上人
- 1980年 大地恩情 飾 楊貴
- 1980年 浮生六劫 飾 阿彪
- 1980年 彩雲深處 飾 張坤
- 1980年 太極張三豐 飾 馬昆
- 1981年 大俠霍元甲 飾 趙振南
- 1981年 少年黃飛鴻 飾 洪洋青
- 1981年 女媧行動 飾 麥木麟
- 1981年 武俠帝女花 飾 六安真人
- 1981年 馬永貞 飾 江南浪子
- 1982年 陳真 飾 關發
- 1982年 風塵三奇俠 飾 焦大
- 1983年 一江春水向東流 飾 松本葵
- 1983年 誓不低頭 飾 王強
- 1983年 情難再 飾 韋幹
- 1983年 劍仙李白 飾 徐當
- 1983年 鐵膽英雄 飾 孟海
- 1984年 霍東閣 飾 左榮
- 1984年 天堂鳥 飾 黑龍
- 1985年 阮玲玉 飾 卜峻岳
- 1985年 八仙過海 飾 太上老君
- 1985年 萍踪侠影录 饰 董岳
- 1986年 柔情點三八 飾 周金根
- 1986年 清末四大奇案之楊月樓奇冤 飾 韋天亮
- 1986年 時光倒流七十年 飾 陸班主
- 1986年 哪吒 飾 太乙真人
- 1986年 秦始皇 飾 宋意
- 1986年 少林五壯士 飾 至善禅師
- 1987年 啼笑因緣 飾 劉德柱
- 1987年 滿清十三皇朝 飾 安費揚古
- 1987年 張保仔 飾 郭婆帶
- 1988年 狂侠·天骄·魔女 饰 柳元甲
- 1989年 夜琉璃
- 1989年 龍鳳喜迎春 飾 巫所為
- 1989年 上海風雲 飾 曾大嘴
- 1989年 皇家檔案之風蕭蕭／玉石俱焚 飾 周德彪
- 1989年 皇家檔案III之野狼 飾 陳鑫
- 1989年 皇家檔案III之天涯無路 飾 劉彼得
- 1989年 傅紅雪傳奇 飾 韓二爺
- 1990年 樓下伊人 飾 顧甘山（沖父）
- 1991年 龍泉奇俠
- 1992年 摩登七十二家房客
- 1992年 勝者為王II天下無敵 飾 川龍先生
- 1992年 龍在江湖 飾 中村太郎
- 1992年 今裝戲寶之難兄難弟 飾 阿文
- 1993年 賭神秘笈'93
- 1993年 勝者為王III王者之戰 飾 川龍先生
- 1993年 天蠶變之再與天比高 飾 曹元
- 1994年  戲王之王 飾 劉威
- 1994年 岳飛傳 飾
- 1994年 洪熙官 飾 鈴父
- 1995年 九王奪位 飾 戴鐸
- 1995年 美夢成真 飾 葉名揚
- 1995年 碧血青天珍珠旗 飾 顧秀全
- 1995年 新包青天·英雄本色 飾 閻王
- 1995年 新包青天·雌雄俠盜 飾 劉謙
- 1995年 新包青天·公正廉明 飾 吳達權
- 1995年 新包青天·梅花盜 飾 曹公道
- 1995年 精武門 飾 郭東
- 1996年 千王之王重出江湖 飾 丁有田
- 1996年 真相·魔鬼之女 飾 徐Sir
- 1996年 劍嘯江湖 飾 喬春甫
- 1996年 我和春天有個約會 飾 顏同
- 1996年 再見艷陽天 飾 謝祥
- 1997年 雪花神劍 飾 北怪畢有
- 1997年 國際刑警1997
- 1997年 等著你回來(撞到正)
- 1997年 著數一族 飾 鬼見愁
- 1997年 肥貓正傳 飾 全叔
- 1997年 屋企有個肥大佬 飾 何求
- 1998年 流氓·律師 飾 何祥貴
- 1998年 我和殭屍有個約會 飾 將臣
- 1998年 穆桂英 飾 穆洪舉
- 1999年 英雄之廣東十虎 飾 蘇保
- 1999年 海瑞鬥嚴嵩 飾 越軾

## 外部連結
- 甘山在互联网电影资料库（IMDb）上的資料（英文）
- 甘山在香港影庫上的簡介
- 甘山在豆瓣上的资料（简体中文）
- 亞視50年大小藝員 （页面存档备份，存于）